# Kościół poewangelicki w Babiaku
Kościół poewangelicki – dawna świątynia protestancka znajdująca się w dawnym mieście, obecnie wsi Babiak, w powiecie kolskim, w województwie wielkopolskim.
Jest to kościół wzniesiony w 1823 roku w stylu późnoklasycystycznym. Jego elewacje rozczłonkowane są wnękami, w których znajdują się okna. Przy fasadzie frontowej jest umieszczony czterokolumnowy portyk, zwieńczony trójkątnym frontonem. Budowla nie pełni już funkcji sakralnych, znajduje się w niej sklep spożywczy.
W latach 1903–1915 administratorem parafii Babiak z filią Koło był Ryszard Paszko.